# Вищий Булатець
Вищий Була́тець — село в Україні, у Лубенській громаді Лубенського району Полтавської області. Населення становить 1144 осіб. Колишній орган місцевого самоврядування — Засульська сільська громада.

## Географія
Село Вищий Булатець знаходиться на березі річечки Булатець, нижче за течією на відстані 1,5 км розташоване село Нижній Булатець. Поруч проходять автомобільні дороги М03, Т 1713 та залізниця, станція Стронське за 2 км. Відстань до райцентру (по трасі Київ-Харків) — 5,5 км.

## Назва
Назва походить від річки Булатець, яка тече поруч. Оскільки село знаходиться на височині — його назвали Вищим Булатцем, відповідно з'явився в низині і Нижній Булатець.

## Історія

### Легенда про Вищий Булатець
Старі люди розповідають легенду. Ще у 16 столітті, коли на Лубенських землях володарював жорстокий і грізний польський магнат Ієремія Вишневецький, тут, на захід від міста, у ярочку був малесенький хутірець. Князь Ярема подарував його та навколишні землі польському панові Булатецькому.
Молодий пан побудував на пагорбі будинок, а невдовзі приїхала сюди і його дружина з синами-близнюками. Були брати дуже схожі між собою, різнилися тільки зростом, один був на цілу голову вищий. За цією ознакою і розрізняли їх люди.
Згодом старий пан помер, перед смертю розділивши своє майно і землю між дітьми. Нижчий Булатецький оселився окремо, заснувавши ще один хутір. З часом хутори перетворилися на села, які люди так і називали Вищий і Нижчий Булатець, а річку, що протікала через обидва села називали Булаткою.

### Гетьманщина
Село входило до Лубенської першої сотні Лубенського полку. 3 березня 1752 р. гетьман Кирило Розумовський підтвердив полковнику Лубенського повіту Івану Кулябці право володіння селом у сотні Лукімській і селами Засулля, Вищий Булатець і Губське у Лубенській сотні.

### Голодомор
Мешканці села Вищий Булатець суттєво потерпали в часи примусової колективізації і, як наслідок, поменшало їх майже на половину. Частина мешканців, скористалася з близькості з районним центром Лубни тікала від утисків туди, але більша частина піддавалася суттєвим поборам сільгосп-комуни, яка базувалася в цьому селі, що вплинуло на численні прояви «розкуркулення» й відбирання землі у селян, що й призвело страшних фактів голодомору в селі з їх численними жертвами Голодомору в 1932—1933 роках:
| - Баран Володимир. - Баран Ганна Володимирівна. - Баран Григорій Володимирович. - Баран Марія Григорівна. - Баран Микола Григорович. - Баран Олена Володимирівна. - Баран Параска Володимирівна. - Баран Тетяна Володимирівна. - Баран Фросина Йосипівна. - Бибик. - Бибик. - Волик Ганна Денисівна. - Волик Григорій Денисович. - Волик Григорій Климович. - Волик Євдокія Денисівна. - Волик Клим Федорович. - Волик Марія Денисівна. - Волик Михайло Денисович. - Волик Парасковія Климівна. - Волик Парасковія. - Волик Пелагея Климівна. - Волик Пелагея. - Горобець. - Грінченко Феодосія, її брат і сестра. - Губренко Варівон і двоє дітей. - Губренко Данило. - Губренко Дарія Данилівна. - Губренко Тимофій Степанович. - Дацій Сидір. - Денисенко Дмитро Микитович. - Денисенко Євгеній Миколайович. - Денисенко Єрмола Микитович. - Денисенко Іван Микитович. - Денисенко Парасковія Семенівна. - Довбиш Борис. - Довбиш Микита. - Довбиш Тетяна. - Дударик Наталія. - Дударик Павло. - Дунченко Андрій Пилипович. - Катренко Віктор. - Катренко Степан Степанович. - Катренко Степан. - Кобилка Катерина. - Кобилка Михайло. - Кобилка Олександр Микитович. - Коваленко Григорій Іванович. - Колісник Наталія Олексіївна, - Компанієць Олена. - Компанієць. - Компанієць. - Кондратенко Михайло Петрович. - Конько Горпина. - Конько Григорій Гаврилович. - Конько Йосип Афанасійович. - Конько Олександра Антонівна. - Конько Павло Петрович. - Конько Роман Федорович. - Конько Тетяна Панасівна. - Конько Уляна. - Корнієнко Григорій Іванович. - Корнієнко Марія Іванівна. - Кочерга Василина Максимівна. - Кочерга Володимир Мартинович. - Кочерга Володимир. - Кочерга Ганна. - Кочерга Григорій Мартинович. | - Кочерга Григорій. - Кочерга Євдокія Федосіївна. - Кочерга Євфросинія. - Кочерга Єлісей. - Кочерга Іван Прокопович. - Кочерга Іван Степанович. - Кочерга Кирило Теофанович. - Кочерга Марія Яківна. - Кочерга Микола Охрімович. - Кочерга Охрім. - Кочерга Парасковія. - Кочерга Пріська Степанівна. - Кочерга Семен. - Кочерга Трохим Мартинович. - Кочерга Федір Григорович. - Кочерга Яків Федосійович, його жінка і 3 дітей. - Крутік Марія. - Крутік Таїсія. - Крутік Трохим. - Кулик Уляна. - Левченко Софія Левківна. - Легуша Григорій. - Легуша Микола. - Легуша Олександр. - Легуша Федір Степанович. - Легуша Федір Степанович. - Легуша Федір Юхимович і троє дітей. - Лисенко Данило Костянтинович. - Лисенко Іван Костянтинович. - Ломака Василь. - Ломака Іван. - Ломака. - Мандибориха і два сини- - Марченко Максим. - Машуків Наталія. - Мелетиха — 4 чоловіки. - Мерзляк Євдокія. - Мерзляк Леонтій. - Мерзляк Парасковія. - Мерзляк Пріська. - Мерзляк Сергій Левкович - Мерзляк Сергій Леонтійович - Михайленко Григорій Петрович. - Михайленко Наталія Петрівна. - Михайленко Олексій Петрович. - Мищенко Анастасія Овсентіївна. - Мищенко Антон Овдійович. - Мищенко Василь Якович. - Мищенко Влас Омелянович. - Мищенко Гаяна. - Мищенко Іван Іванович. - Мищенко Іван Іванович. - Мищенко Іван Мартинович. - Мищенко Іван Махтейович. - Мищенко Іван Овсентійович. - Мищенко Іван. - Мищенко Марія Власівна. - Мищенко Марія. - Мищенко Олександр Іванович. - Мищенко Олександра. - Мищенко Прокоп, його жінка і троє дітей. - Мищенко Яків Спірідонович. - Нефанов Микола. - Нефанова Тетяна, - Остапко Данило Андронович. - Остапко Марина Оніфатовна. - Павлик Ганна Панасівна. | - Павлик Євфросинія Панасівна. - Павлик Іван Панасович. - Павлик Любов Панасівна. - Павлик Марія Панасівна. - Сало Варка Якимівна. - Сало Варка. - Сало Василь Федотович. - Сало Григорій Андрійович. - Сало Григорій Федотович. - Сало Домаха. - Сало Євдокія Тимофіївна. - Сало Іван Григорович. - Сало Іван Тимофійович. - Сало Іван. - Сало Марія Федотівна. - Сало Олександр Тимофійович. - Сало Олена Леонтіївна. - Сало Олена. - Сало Олена. - Сало Парасковія Федотівна. - Сало Тетяна Тимофіївна. - Сало Тетяна. - Сало Тимофій Каленикович, - Сало Федот Павлович. - Сало Сильвестр Данилович. - Спаско Яків. - Стадник Варвара. - Стадник Василь. - Стадник Гаврило. - Стадник Євдокія, - Толочій Ганна Овсентіївна. - Толочій Марія Овсентіївна. - Толочій Матвій. - Толочій Мифодій. - Толочій Овсентій Васильович. - Тригуб Іван. - Тьомчиха. - Хало Іван Юхимович. - Хало Михайло Юхимович. - Хало Павло Юхимович. - Хало Юхим Никонович. - Халява Андрій Олексійович. - Халява Василь. - Халява Євдокія Михайлівна. - Халява Марина. - Халява Оксана. - Халява Пантелеймон Петрович. - Хилюк Мусій. - Хилюк Феська. - Цюцюра, мати і дві дочки. - Цюцюра Іван. - Цюцюра Марія. - Цюцюра Марфа. - Цюцюра Михайло. - Чинч Антон Леонтійович. - Чинч Степан Антонович. - Шкурат Григорій. - Шкурат Григорій. - Шкурат Домаха — 4 дітей. - Шкурат Домаха. - Шкурка Клим. - Щербань Марфа Петрівна. - Юрченко Віра Павлівна. - Юрченко Марія Павлівна. - Юрченко Надія Павлівна. - Юрченко Олександр Павлович. - Якушенко Іван Тимофійович. |

12 червня 2020 року, відповідно до розпорядження Кабінету Міністрів України № 721-р «Про визначення адміністративних центрів та затвердження територій територіальних громад Полтавської області», село увійшло до складу Лубенської міської громади.
19 липня 2020 року, в результаті адміністративно - територіальної реформи та ліквідації Лубенського району(1923-2020), село увійшло до складу новоутвореного Лубенського району.

## Населення
Згідно з переписом УРСР 1989 року чисельність наявного населення села становила 1241 особа, з яких 574 чоловіки та 667 жінок.
За переписом населення України 2001 року в селі мешкало 1137 осіб.

### Мова
Розподіл населення за рідною мовою за даними перепису 2001 року:
| Мова       | Відсоток |
| ---------- | -------- |
| українська | 98,25 %  |
| російська  | 1,66 %   |
| вірменська | 0,09 %   |

## Економіка
- ТОВ «Лубни-птиця».
- ТОВ «1 Травня».
- ТОВ «Діодор» — виробництво всіляких кондитерських виробів.

## Об'єкти соціальної сфери
- Школа.
- Дитячий садок.
- Будинок культури.
- Фельдшерсько-акушерський пункт.
- Спортивний майданчик.
- Стадіон.

## Транспорт
Регулярна маршрутка в м. Лубни через кожну годину з 7:00 до 12:00 і з 15:00 до 19:00.

## Відомі люди
Уродженцем села є поет та перекладач Кондратенко Микола Дмитрович.
У селі народився Халявицький Максим Махайлович — Герой Радянського Союзу.